# Династия (сезон 5)
Пятый сезон американского телесериала «Династия» (англ. Dynasty) выходил в эфир канала ABC с 26 сентября 1984 по 15 мая 1985 года. Всего в сезоне 29 эпизодов.

## Сюжет
Узнав о том, что Алексис подкупила Рашида Ахмеда, Блэйк готовится нанести бывшей жене ответный удар. Джефф оплакивает смерть Фэллон. Загадочная певица Доминик Деверо ставит перед Блэйком новые вопросы — может ли женщина быть его сводной сестрой, ведь женщина — как и многие в окружении Кэрингтонов — претендует на свою часть семейного состояния. Безуспешные попытки найти пропавшую Фэллон приводят к трагическому открытию — она погибла во время крушения самолёта Питера Де Вилбиса.
Сэмми Джо продолжает манипулировать Кэррингтонами, угрожая забрать с собой малыша Дэнни. Алексис обвиняется в убийств Марка Дженнингса, и Стивен подозревает, что так оно и есть — став свидетелем гибели Марка, Стивену кажется, что он видел свою мать на балконе в ту ночь.

## В ролях

### Основной состав
- Джон Форсайт — Блейк Кэррингтон
- Линда Эванс — Кристл Кэррингтон / Рита Уэсли
- Джоан Коллинз — Алексис Колби
- Джек Колман — Стивен Кэррингтон
- Гордон Томсон — Адам Кэррингтон
- Джон Джеймс — Джефф Колби
- Эмма Сэммс — Фэллон Кэррингтон Колби
- Хизер Локлер — Сэмми Джо Дин Кэррингтон
- Памела Беллвуд — Клаудия Блейсдел
- Дайан Кэрролл — Доминик Деверо
- Майкл Нэйдер — Декс Декстер
- Билли Ди Уильямс — Брэйди Ллойд
- Кэтрин Оксенберг — Аманда Бэдфорд Кэррингтон
- Рок Хадсон — Дэниэл Рис
- Эли Мак Гроу — Леди Эшли Митчелл
- Майкл Прейд — Принц Михал

### Приглашённые звёзды
- Питер Марк Ричман — Эндрю Лэрд
- Уильям Бэкли — Джерард
- Кевин Маккарти — Уильям Уэйт
- Джон Райли — Джей-Джей
- Ричард Хэтч — Дин Колдвелл
- Вирджиния Хокинс — Джаннетт Роббинс
- Брэдфорд Дилман — Хэл Ломбрад
- Пол Бёрк — Нил МакВейн
- Билл Кэмпбэлл — Люк Фуллер
- Деннис Говард — Доктор Гаррис
- Сьюзан Сканнелл — Николь Симпсон
- Джордж ДиЦензо — Чарльз Далтон
- Гарри Эндрюс — Томас Кэррингтон
- Бэтти Харфорд — Хильда Ганнерсон
- Дана Ли — Хан Ли Су
- Джоэль Фабиани — Король Гален

## Описание эпизодов
| № | №  | Название / Оригинальное название                | Режиссёр          | Сценарист             | Премьера в США   |
| --- | -- | ----------------------------------------------- | ----------------- | --------------------- | ---------------- |
| 89 | 1  | «Disappearance / Исчезновение»                  | Ирвинг Джей Мур   | Эдвард Дэ Бласио      | 26 сентября 1984 |
| Джефф продолжает поиски Фэллон. Стивен приказывает Сэмми Джо покинуть особняк. Адам вместе с другим адвокатом берутся защищать Алексис. Стивен подозревает мать в убийстве Марка и рассказывает Блэйку о том, что это именно она развалила сделку с Рашидом Ахмедом. Сэмми Джо похищает сына. |    |                                                 |                   |                       |                  |
| 90 | 2  | «The Mortgage / Закладная»                      | Джером Куртлэнд   | Камилла Марчетта      | 10 октября 1984  |
| Кэррингтоны сплачиваются перед лицом трудностей. Джефф не теряет надежды найти Фэллон, а Стивен пытается понять, где может быть Сэмми Джо с малышом Дэнни. Доминик заключает договор с Клаудией и начинает выступать в «Мираж». Кристл продаёт драгоценности и вещи, чтобы передать деньги Блэйку. Между Доминик и её мужем Брэйди, автором песен, происходит ссора. |    |                                                 |                   |                       |                  |
| 91 | 3  | «Fallon / Фэллон»                               | Гвен Арнер        | Эдвард Дэ Бласио      | 17 октября 1984  |
| Джефф идёт по следу Фэллон и находит зацепки в Портленде, штат Орегон. Блэйк и Кристл отправляются в деловую поездку в Каракас, Венесуэла. Алексис увольняет своего адвоката. Получив привет из прошлого, Стивен решает обсудить семейную жизнь с Клаудией. Джефф узнаёт, что Фэллон погибла. |    |                                                 |                   |                       |                  |
| 92 | 4  | «The Rescue / Спасение»                         | Ирвинг Джей Мур   | Камилла Марчетта      | 24 октября 1984  |
| Кэррингтоны оплакивают Фэллон. Адам возвращает малыша Дэнни в семью. Доминик говорит Блэйку, кто она. |    |                                                 |                   |                       |                  |
| 93 | 5  | «The Trial / Суд»                               | Гвен Арнер        | Пол Сэвадж            | 31 октября 1984  |
| Стивен говорит Кристл, что видел, как погиб Марк, и на балконе был кто-то ещё. Начинается суд над Алексис. Блэйк не верит, что Доминик — его сестра по отцу. Джефф пытается забыться в случайной интрижке. |    |                                                 |                   |                       |                  |
| 94 | 6  | «The Verdict / Вердикт»                         | Джером Куртлэнд   | Элинор и Стивен Карпф | 7 ноября 1984    |
| Стивена вызывают в суд, чтобы дать показания — Стивен говорит, что видел Алексис на балконе. Доминик делает щедрое предложение Блэйку, и он соглашается. Между Стивеном и Декстером происходит драка. Алексис признают виновной. |    |                                                 |                   |                       |                  |
| 95 | 7  | «Amanda / Аманда»                               | Ирвинг Джей Мур   | Эдвард Дэ Бласио      | 14 ноября 1984   |
| В Дэнвере появляется некая молодая женщина, проявляющая интерес к Алексис. Дэкс пытается узнать, кто были враги Марка. Стивен пытается отбить клиента у «Дэнвер-Кэррингтон» для «КолбиКо». Дэкс и Адам находят доказательства того, что Алексис не виновна. Между Кристл и Блэйком происходит ссора. Стивен пытается извиниться перед матерью. Таинственная девушка оказывается дочерью Алексис, Амандой. |    |                                                 |                   |                       |                  |
| 96 | 8  | «The Secret / Тайна»                            | Джером Куртлэнд   | Дэннис Тёрнер         | 21 ноября 1984   |
| С помощью Доминик Блэйк хочет доказать, что Рашид Ахмед подставил его. Аманда даёт интервью для газеты, которая раскрывает тайну Алексис. Стивен мирится с матерью. Клаудия переживает за свой брак. В «КолбиКо» появляется новый PR-менеджер, Люк Фуллер. Блэйк подозревает, что он — отец Аманды. |    |                                                 |                   |                       |                  |
| 97 | 9  | «Domestic Intrigue / Внутренние интриги»        | Ирвинг Джей Мур   | Эдвард Дэ Бласио      | 28 ноября 1984   |
| У Джеффа начинается роман с коварной Николь Симпсон. Доминик и Адам отправляются на поиски Рашида в Стамбул. Блэйк предлагает Аманде помощь в поисках её отца и приглашает на званый ужин в семье Кэррингтонов. Рашида убивает полиция, когда тот пытался бежать. Кристл падает с лестницы. |    |                                                 |                   |                       |                  |
| 98 | 10 | «Krystina / Кристина»                           | Джером Куртлэнд   | Камилла Марчетта      | 5 декабря 1984   |
| У Кристл начинаются преждевременные роды, и она даёт жизнь очаровательной малышке, которую назвали Кристиной. Клаудия ревнует Стивена к Люку. Джефф находит фото Питера Де Вилбиса в вещах Николь. Жизни малышки грозит опасность. |    |                                                 |                   |                       |                  |
| 99 | 11 | «Swept Away / Унесённые»                        | Ирвинг Джей Мур   | Дэннис Тёрнер         | 12 декабря 1984  |
| Кристл и Блэйк переживают за здоровье Кристины. Между Дэксом и Амандой возникают разногласия. Блэйк хочет попросить Аманду сдать кровь для теста на отцовство. От Николь узнаёт, что у Питера была любовница, которая могла быть в самолёте в момент его крушения. Адам и Доминик возвращаются в Денвер. У Клаудии появляются чувства к Дину Колдвеллу. Алексис отправляет Дэкса и Аманду на горнолыжный курорт, где они вместе проводят ночь. Алексис предлагает Дэксу пожениться. |    |                                                 |                   |                       |                  |
| 100 | 12 | «That Holiday Spirit / Праздничное настроение»  | Кёртис Харрингтон | Эдвард Дэ Бласио      | 17 декабря 1984  |
| Блэйк выкупает обратно Алегро для Кристл. Николь продолжает поиски сокровищ, а Джефф надеется, что Фэллон жива. Аманда ревнует Дэкса. Блэйк просит Аманду сдать кровь, а Алексис намерена этому помешать. Дэкс и Алексис женятся. Дэниэл Рис предлагает Блэйку выкупить лошадь. Аманда узнаёт от Розалинды о том, что Блэйк — её отец, и рассказывает об этом Блэйку. Дэниэл Рис присылает Кристл дорогой подарок, и разъярённая женщина возвращает его, помня события прошлого. |    |                                                 |                   |                       |                  |
| 101 | 13 | «The Avenger / Мститель»                        | Ирвинг Джей Мур   | Дэннис Тёрнер         | 2 января 1985    |
| Дэкс настаивает, чтобы Алексис отослала Аманду прочь из Денвера. Во время визита к Дэниэлу Рису, у одной из его кобыл начались сложные роды, с которыми помогает Кристл. Брэйди встречается с Блэйком, чтобы обсудить Доминик. Дэниэл признаётся Кристл, что не любил её сестру Айрис, и он не знал, что Айрис была беременна Сэмми Джо, когда он ушёл. Клаудия ушла от Стивена. Николь и Фэллон находят вторую половину карты. Доминик собирается судиться с Блэйком после того, как он в очередной раз отказывается принять её. Кристл обращается с деловым предложением к Дэниэлу.                                |    |                                                 |                   |                       |                  |
| 102 | 14 | «The Will / Завещание»                          | Нэнси Мэлоун      | Нурин Стоун           | 9 января 1985    |
| Отец Блэйка, Том, при смерти, и Алексис собирается навестить его. Том признаёт Доминик своей дочерью. Кристину выписывают из больницы. Согласно завещанию, Алексис, Блэйк и Доминик получают равные доли наследства в 500 миллионов долларов. |    |                                                 |                   |                       |                  |
| 103 | 15 | «The Treasure / Сокровище»                      | Кёртис Харрингтон | Элинор и Стивен Карпф | 16 января 1985   |
| Папарацци делает компрометирующие фото Кристл и Риса, а затем пытается столкнуть её машину с дороги. Николь и Джефф продолжают поиски. Адам и Клаудия сближаются. Стивен пытается спасти свой брак. Дэниэл Рис становится причиной раздора между Блэйком и Кристл. Джефф женился на Ники. |    |                                                 |                   |                       |                  |
| 104 | 16 | «Foreign Relations / Внешние связи»             | Ким Фридман       | Эдвард Дэ Бласио      | 23 января 1985   |
| Люк решат придерживаться официального стиля общения со Стивеном. Джефф и Николь возвращаются домой. Давняя знакомая Алексис, леди Эшли, приезжает в Денвер. Между Стивеном и Адамом происходит драка. Ники устраивает шумную вечеринку в особняке, чем вызывает гнев Кристл. Стивен сближается с Люком. Блэйк встречается с леди Эшли. Папарацци продолжает преследовать Кристл. |    |                                                 |                   |                       |                  |
| 105 | 17 | «Triangles / Треугольники»                      | Ирвинг Джей Мур   | Дэннис Тёрнер         | 30 января 1985   |
| Аманда переезжает к Блэйку. Дэкс пытается вернуть её домой и извиняется перед ней за своё поведение. Клаудия узнаёт о романе Стивена и Люка. Брэйди расстаётся с Доминик. |    |                                                 |                   |                       |                  |
| 106 | 18 | «The Ball / Бал»                                | Джером Куртлэнд   | Джон Плешитт          | 6 февраля 1985   |
| Блэйк и леди Эшли много времени проводят вместе в Акапулько, куда также приезжает и Алексис с Дэксом. Аманда знакомится с наследным принцем Михалом. Между Джеффом и Ники происходит ссора из-за Фэллон. Рис и Кристл целуются. Между Клаудией и Люком происходит разговор. Блэйк возвращается домой и получает снимки, на которых Рис целует Кристл. |    |                                                 |                   |                       |                  |
| 107 | 19 | «Circumstantial Evidence / Случайный свидетель» | Кёртис Харрингтон | Эдвард Дэ Бласио      | 13 февраля 1985  |
| Алексис пытается свести Аманду и Михала. Кто-то начинает шантажировать Кристл. Алексис подозревает, что между Амнадой и Дэксом, что-то есть и хочет развода. Рис и Дэкс что-то замышляют. |    |                                                 |                   |                       |                  |
| 108 | 20 | «The Collapse / Крушение»                       | Джон Петтерсон    | Дональд Р. Бойл       | 20 февраля 1985  |
| Алексис и Доминик начинают войну за компании. Брэйди подаёт на развод. Встречаясь с Адамом, Клаудия решается расстаться со Стивеном. Ники выходит из себя из-за малыша Блэйка. Кристл ревнует Блэйка к леди Эшли. Алексис говорит Блэйку, что хочет наконец наладить мирные отношения с ним. Во время выступления Доминик становится плохо, и она теряет сознание. |    |                                                 |                   |                       |                  |
| 109 | 21 | «Life & Death / Жизнь и смерть»                 | Ирвинг Джей Мур   | Дэннис Тёрнер         | 27 февраля 1985  |
| У Доминик проблемы с сердцем. Алексис говорит Джеффу, что его брак с Ники — фикция. Проблемы с Доминик пробуждают в Адаме смешанные чувства. Алексис пытается уговорить Аманду помириться с принцем. Заболевший Дэкс возвращается домой. Блэйк вновь волнуется из-за отношений Стивена и Люка. Адам ссорится с отцом из-за Клаудии и Стивена. |    |                                                 |                   |                       |                  |
| 110 | 22 | «Parental Consent / Родительское согласие»      | Ким Фридланд      | Эдвард Дэ Бласио      | 6 марта 1985     |
| Дэксу и Доминик становится лучше. у Джеффа и леди Эшли появляются чувства друг к другу. Алексис приезжает к своему бывшему любовнику — король Галену. Стивен расстаётся с Клаудией. Кто-то присылает Кристл компрометирующие фотографии Блэйка и леди Эшли. Алексис привозит в Дэнвер принца Михала. |    |                                                 |                   |                       |                  |
| 111 | 23 | «Photo Finish / Фото-финиш»                     | Роберт Ширер      | Сьюзан Миллер         | 13 марта 1985    |
| Фотографии продолжают приходить на имя Кристл и Блэйка. Принц Михал делает Аманде предложение. У Клаудии появляется поклонник в лице Дина. Принц Михал добивается Аманды. Блэйк приглашает Стивена и Люка на ужин. Леди Эшли и Блэйк переживают из-за Доминик. У принца Михала и Дэкса состоялся разговор об Аманде. Блэйк принимает Люка, как друга Стивена. Выясняется, что это Сэмми Джо присылает фотографии Кэррингтонам. Кристл с дочерью уходит от Блэйка. |    |                                                 |                   |                       |                  |
| 112 | 24 | «The Crash / Авария»                            | Ирвинг Джей Мур   | Дэннис Тёрнер         | 20 марта 1985    |
| Алексис предлагает Люку вернуться в «КолбиКо». Клаудия хочет развода. Доминик переживает из-за своего будущего. Дэкс говорит Кристл, что Дэниэл попал в тюрьму. Принц просит руки Аманды у Блэйка. Клаудия и Аманда принимают решение быть вместе. Дэкс устраивает побег Дэниэла. Доминик возвращается домой. Блэйк устраивает вечер в честь выздоровления Доминик. Михал порывает с Амандой. Между Блэйком и Дэниэлом происходит разговор. |    |                                                 |                   |                       |                  |
| 113 | 25 | «Reconciliation / Примирение»                   | Нэнси Мэлоун      | Эдвард Дэ Бласио      | 27 марта 1985    |
| Самолёт, в котором летели Блэйк и Дэниэл, терпит крушение. Семья начинает поиски пропавших. Алексис убеждает Михала помириться с Амандой. Доминик спрашивает о том, что происходит между Эшли и Блэйком. Джефф, рискуя жизнью, спасает Блэйка и остальных. Дэкс ревнует Алексис к Блэйку. Расставив все точки над «и», Кристл и Блэйк наконец мирятся. Аманда и Дэкс выясняют отношения, а затем Аманда извиняется перед Михалом. Кристл рассказывает Дэниэлу, что Сэмми Джо — его дочь. Адам собирается передать «Дэнвер-Кэррингтон» Джеффу по завещанию, об этом узнаёт Адам.                                      |    |                                                 |                   |                       |                  |
| 114 | 26 | «Sammy Jo / Сэмми Джо»                          | Ирвинг Джей Мур   | Дэннис Тёрнер         | 3 апреля 1985    |
| Аманда рассказывает Алексис о своём воссоединении с Михалом. Между тем, девушка встречает Риту — женщину, как две капли похожую на Кристл. Адам подставляет Джеффа в крупной сделке. Дэниэл и Кристл прилетают к Сэмми Джо, где встречают Риту. Аексис ревнует Дэкса к Эшли. Джефф и Эшли проводят ночь вместе. Дэниэл и Сэмми Джо узнают друг друга. Джефф узнаёт Фэллон на одной из работ Эшли. |    |                                                 |                   |                       |                  |
| 115 | 27 | «Kidnap / Похищение»                            | Джером Куртлэнд   | Дэннис Тёрнер         | 10 апреля 1985   |
| Джефф показывает фотографию Алексис. Михал переживает из-за безопасности Аманды, не подозревая, что заговор против королевской семьи уже набирает обороты. Доминик пытается добиться от Алексис больших прав в управлении компанией через суд. Заговорщики совершают попытку похищения Аманды. По этому случаю, в доме Кэррингтонов проходит пресс-конференция. Адам угрожает Стивену. Аманда просит леди Эшли быть фотографом. Стивен приглашает Люка на свадьбу. Джефф пытается смириться со смертью Фэлон, а в полицию Лос-Анджелеса приходит Фэллон, потерявшая память. Аманда, Михал и Алексис покидают Дэнвер. |    |                                                 |                   |                       |                  |
| 116 | 28 | «The Heiress / Наследница»                      | Ирвинг Джей Мур   | Эдвард Дэ Бласио      | 8 мая 1985       |
| Сэмми Джо узнаёт из газет, что Дэниэл погиб при таинственных обстоятельствах. Аманда ревнует Михала к герцогине Елене. Сэмми Джо возвращается в Дэнвер и собирается судиться за опеку над сыном. Дэкс ревнует Алексис к королю Галену. По завещанию, Сэмми Джон получает всё состояние Дэниэла, но при условии, что ответственным лицом будет Кристл. Елена пытается соблазнить Михала, и в этот момент их застаёт Аманда. Сэмми Джо возвращается в Нью-Йорк, где у неё при встрече с Ритой появляется коварный план.                                                                                                |    |                                                 |                   |                       |                  |
| 117 | 29 | «Royal Wedding / Королевская свадьба»           | Джером Куртлэнд   | Эдвард Дэ Бласио      | 15 мая 1985      |
| Кэррингтоны приезжают в королевство. Сэмми Джо предлагает Рите выдавать себя за Кристл. Страсти накаляются, пока времени до начала свадьбы остаётся всё меньше. Михал и Аманда мирятся. Стивен переживает из-за расставания с Клаудией. В Лос-Анджелесе Фэллон берёт новое имя — Уэндалл Адамс — и по случайному стечению обстоятельств, решает поехать в Дэнвер. Сэмми Джо начинает воплощать в реальность свой план. Юрий, начальник охраны королевской семьи, участвует в заговоре и устраивает бойню на свадебной церемонии.                                                                                     |    |                                                 |                   |                       |                  |

## Рейтинги
По результатам года, шоу заняло первую строчку в Топ-20 самых рейтинговых шоу с общим показателем 21,2 миллиона зрителей.

## Выход на DVD
Пятый сезон сериала был выпущен в виде двух бокс-сетов, но в один день — 5 июля 2011 года. Каждый бокс-сет состоял из 4-х дисков, на которых разместились 29 эпизодов общей продолжительностью 1350 минут. В отличие от изданий предыдущих сезонов, звуковые дорожки и субтитры на других языках отсутствуют. Кроме оригинальной дорожки и английских субтитров. В качестве бонусного материала на последнем диске второй части разместился короткий клип передачи «Entertainment Tonight» с Лиззой Гиббонс, берущей интервью у Рока Хадсона.